# Amstel Gold Race 2011
La 46ª edición de la Amstel Gold Race se disputó el 17 de abril de 2011, sobre un trazado de 260,4 km, entre Maastricht y el Cauberg, en Valkenburg, en los Países Bajos.
La prueba perteneció al UCI WorldTour 2011.
Participaron en la carrera 24 equipos: los 18 de categoría UCI ProTeam (al ser obligada su participación); más 6 de categoría Profesional Continental mediante invitación de la organización (Cofidis, le Crédit en Ligne, Farnese Vini-Neri Sottoli, Landbouwkrediet, Skil-Shimano, Topsport Vlaanderen-Mercator, y Veranda's Willems-Accent). Formando así un pelotón de 190 ciclistas, con 8 corredores cada equipo (excepto el Euskaltel-Euskadi y Cofidis, le Crédit en Ligne que salieron con 7), de los que acabaron 142.
El ganador final fue Philippe Gilbert, tras ser el más rápido de un grupo de 14 corredores en la cota final del Cauberg. Le acompañaron en el podio Joaquim Rodríguez (quien fue el que atacó primero alcanzando al escapado Andy Schleck) y Simon Gerrans respectivamente.

## Clasificación final
| Pos. | Ciclista           | Equipo             | Tiempo     |
| ---- | ------------------ | ------------------ | ---------- |
| 1.   | Philippe Gilbert   | Omega Pharma-Lotto | 6h 30' 44" |
| 2.   | Joaquim Rodríguez  | Katusha            | + 2"       |
| 3.   | Simon Gerrans      | Sky                | + 5"       |
| 4.   | Jakob Fuglsang     | Leopard-Trek       | m.t.       |
| 5.   | Aleksandr Kolobnev | Katusha            | m.t.       |
| 6.   | Óscar Freire       | Rabobank           | m.t.       |
| 7.   | Björn Leukemans    | Vacansoleil-DCM    | + 7"       |
| 8.   | Ben Hermans        | RadioShack         | + 18"      |
| 9.   | Robert Gesink      | Rabobank           | + 19"      |
| 10.  | Paul Martens       | Rabobank           | + 26"      |